# 黄果茄
黄果茄（学名：Solanum virginianum），又称大苦果、野茄果、磨莫仔荞、刺天果、黄果珊瑚、马刺，为茄科茄属下的一种。

## 形态特征
黄果茄是一种直立或匍匐草本植物，植株高50～70厘米，植物体各部均被7～9分枝（正中的1分枝常伸向外）的星状绒毛，并密生细长的针状皮刺，皮刺长0.5～1.8厘米，基部宽0.5～1.5毫米。叶呈卵状长圆形，长4～6厘米，宽3～4.5厘米，边缘通常5～9裂或羽状深裂，裂片边缘波状，两面均被星状短绒毛，尖锐的针状皮刺则着生在两面的中脉及侧脉上。聚伞花序腋外生，通常3～5花，花蓝紫色，直径约2厘米。浆果球形，直径约1.3～1.9厘米，初时绿色并具深绿色的条纹，成熟后则变为淡黄色。

## 分布
黄果茄主要分布于亚洲、大洋洲和非洲东部的热带地区。在中国，黄果茄零星分布于湖北、四川、云南、海南及台湾。喜生于干旱河谷沙滩上，海拔125～880米，个别达海拔1100米。

## 与牛茄子的异同
黄果茄与另一种同属植物牛茄子（Solanum surattense Burm. f.）相似，在《中国植物志》中，黄果茄与牛茄子是两种不同的植物，但是在西方一些资料中，两者常视为是同一种。
两者差异：黄果茄的叶子为长圆形，牛茄子的叶为阔卵形，黄果茄的叶较黄果茄较窄；黄果茄的花为蓝紫色，牛茄子的花为白色；黄果茄果实成熟后为黄色，牛茄子则为橙红色。
- 黄果茄的花朵和较窄的叶子
- 牛茄子白色的花朵

## 药用价值
黄果茄的果实可提取索拉索丁(Solasodine)，是合成激素的理想原料，其含量在1%左右。